# Angustia
Angustia – rodzaj muchówek z rodziny rączycowatych (Tachinidae).

## Wybrane gatunki
- A. angustivitta (Aldrich and Webber, 1924)[1]
- A. pallens (Reinhard, 1945)[1]
- A. pallidipalpis (Wulp, 1890)[1]